# Alexander von Plato
Hans-Alexander von Plato (* 25. Februar 1942 in Salzwedel) ist ein deutscher Historiker und Autor.

## Leben
Plato entstammt dem alten hannoverischen Adelsgeschlecht von Plato. Er wurde als Sohn des Forst- und Landwirts Ernst-August von Plato und seiner Frau Elisabeth, geb. Gräfin Hardenberg, in Salzwedel geboren und wuchs auf dem Familiengut Grabow im Wendland auf. Nach dem Abitur am Nordsee-Internat in Sankt Peter-Ording 1963 und einem halbjährigen Maschinenbaupraktikum begann er zunächst ein Wirtschaftsingenieursstudium an der Technischen Universität Berlin. Nach dem Wechsel an die Freie Universität Berlin studierte er Philosophie, Soziologie und Theaterwissenschaften und wurde im Mai 1973 bei Margherita von Brentano mit einer Arbeit zur Einschätzung der Klassenkämpfe in der Weimarer Republik promoviert. Anschließend arbeitete er als Studienleiter und Dozent beim Evangelischen Studienwerk Villigst.
Er zählte in den 1970er Jahren zur Spitze der Kommunistischen Partei Deutschlands (Aufbauorganisation).
Von 1980 bis 1983 war er an der Universität Essen wissenschaftlicher Mitarbeiter beim Oral-History-Experten Lutz Niethammer. Danach wechselte er an die Fernuniversität Hagen, wo er 1993 das Institut für Geschichte und Biographie gründete, das er bis 2007 leitete und dessen Kuratorium er seit 2017 angehört.
1996–2000 war er Sekretär der International Oral History Association, 2006–2008 Vizepräsident. Er ist Mitherausgeber und Redakteur von BIOS – Zeitschrift für Biographieforschung, Oral History und Lebensverlaufsanalysen. Von Plato war wissenschaftlicher Berater des 2000 veröffentlichten TV-Doku-Dramas Deutschlandspiel.
2007 hatte er eine Gastprofessur an der Universität Wien inne. 2012 erhielt er den John-G.-Diefenbaker-Preis, mit dem eine Gastprofessur an der kanadischen Universität, University of Winnipeg, verbunden war. 2015 arbeitete er als Gastprofessor in Woronesch (Russland).
2019 veröffentlichte er den historisch-politischen Roman Verwischt. Eine Liebe in Deutschland 1989.

## Veröffentlichungen
- Zur Einschätzung der Klassenkämpfe in der Weimarer Republik. KPD und Komintern, Sozialdemokratie und Trotzkismus. Oberbaumverlag, Berlin 1973, ISBN 3876280656 (Zugl.: Berlin, Freie Univ., Diss., 1973 u.d.T.: „Trotzkismus“ und Bolschewismus. Eine Auseinandersetzung mit den Theorien über das Verhältnis zwischen KPD und Komintern, mit dem Sozialfaschismus und der Einheitsfrontfrage).
- mit anderen: Ein anderes Deutschland – Texte und Bilder des Widerstands von den Bauernkriegen bis heute, 1978.
- Auferstanden aus Ruinen… Von der SBZ zur DDR (1945–1949) – ein Weg zu Einheit und Sozialismus, Rote Fahne, Köln 1979.
- mit Lutz Niethammer: „Wir kriegen jetzt andere Zeiten“. Auf der Suche nach der Erfahrung des Volkes in nachfaschistischen Ländern. Lebensgeschichte und Sozialkultur im Ruhrgebiet 1930 bis 1960. Dietz Nachf., Berlin 1989.
- mit Almut Leh: Ein unglaublicher Frühling. Erfahrene Geschichte im Nachkriegsdeutschland 1945–1948. Bundeszentrale für politische Bildung, Bonn 1997.
- mit Lutz Niethammer, Dorothee Wierling: Die volkseigene Erfahrung. Rowohlt, Berlin 1991.
- Wendezeiten – Zeitenwende – Zur Entnazifizierung und Entstalinisierung. Ergebnisse-Verlag, Hamburg 1991.
- Die Vereinigung Deutschlands – ein weltpolitisches Machtspiel. Bush, Kohl, Gorbatschow und die internen Gesprächsprotokolle. 3. Auflage, Links, Berlin 2010, ISBN 978-3-86153585-0.
- The End of the Cold War? Bush, Kohl, Gorbachev and the Reunification of Germany, Palgrave, New York 2015.
- mit Karen Brglez: Canada's Role in Global Politics, 1989–1995, Special Issue of Oral History Forum, Winnipeg 2015.
- mit Tomas Vilimek, Piotr Filipkowski und Joanna Wawrzyniak: Opposition als Lebensform. Dissidenz in der DDR, in der ČSSR und in Polen, Berlin 2013.
- mit Almut Leh und Christoph Thonfeld (ed.): Hitlers Sklaven. Lebensgeschichtliche Analysen zur Zwangsarbeit im internationalen Vergleich, Wien 2008, ISBN 978-3-20577753-3.[8]
- Verwischt. Eine Liebe in Deutschland 1989. Ein historisch-politischer Roman. epubli, Berlin 2019, ISBN 978-3-7502-0355-6.